# Taramundi
Taramundi là một đô thị trong cộng đồng tự trị của Công quốc Asturias, Tây Ban Nha.

## Giáo khu

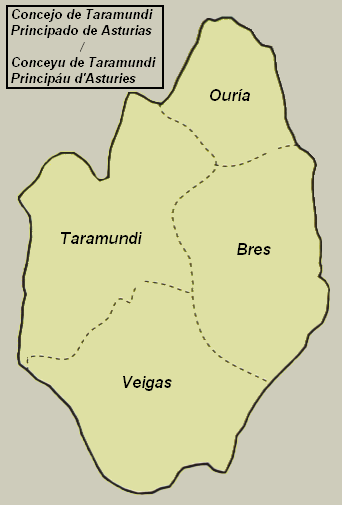
Parroquies of Taramundi

- Bres
- Ouría
- Taramundi
- Veigas